# George Pólya

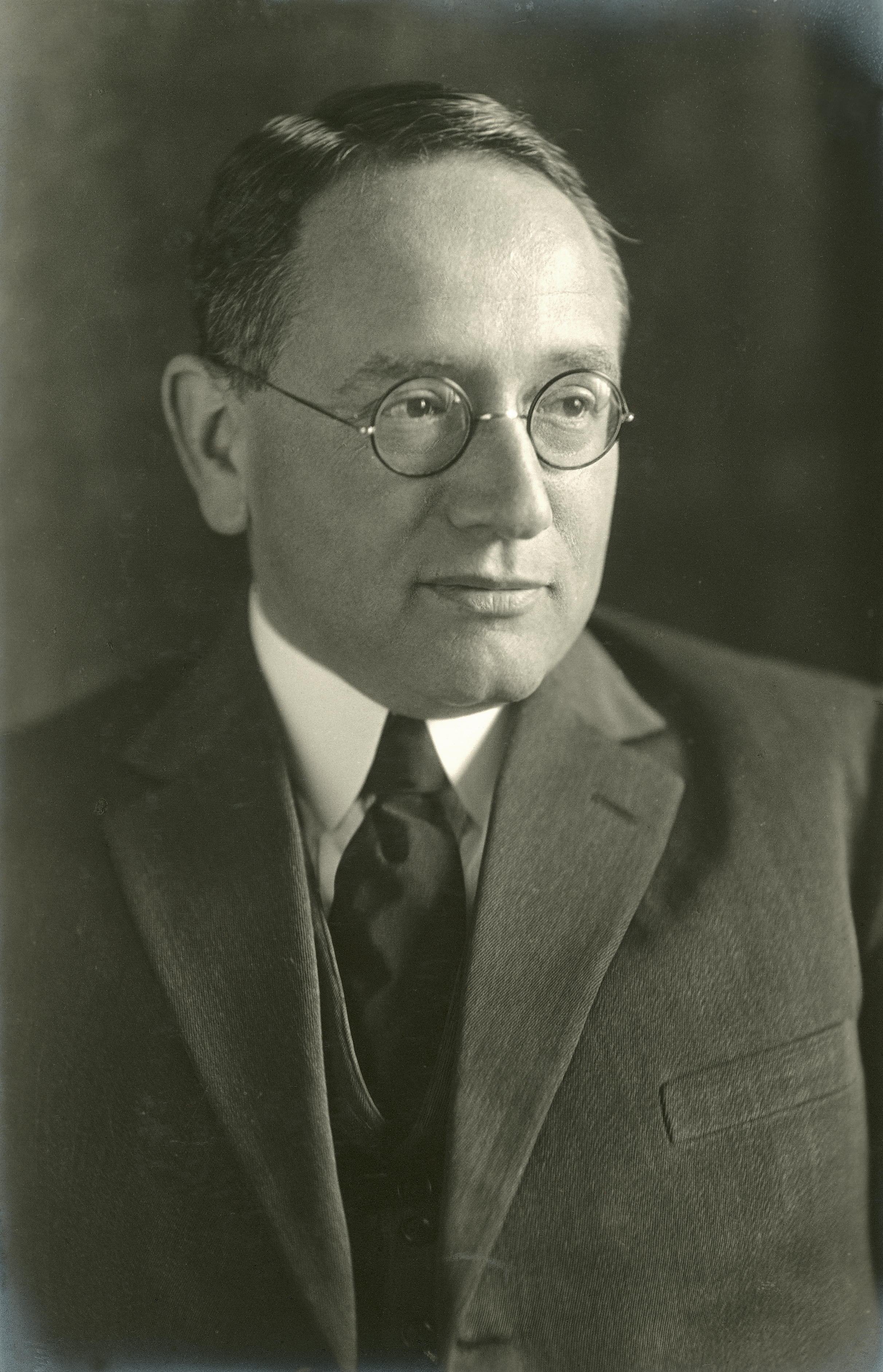
George Pólya (vor 1935)

George (György) Pólya (* 13. Dezember 1887 in Budapest, Österreich-Ungarn; † 7. September 1985 in Palo Alto) war ein Mathematiker ungarischer Herkunft.
Seine Arbeitsgebiete waren insbesondere Wahrscheinlichkeitstheorie, Analysis, Kombinatorik und Zahlentheorie.
Er besaß die Staatsangehörigkeit von Ungarn, der Schweiz (Zürich) ab 1918 und der USA ab 1947. Er war Teil einer Gruppe, die als The Martians bezeichnet wurde, eine Bezeichnung für prominente und hochbegabte Physiker und Mathematiker jüdischer Großbürger aus Ungarn, die in die USA emigrierten.

## Familie
Pólyas Eltern waren der Rechtsanwalt Jakab Pollák und Anna Deutsch. Sie konvertierten 1886 vom jüdischen zum katholischen Glauben, und Pólya wurde als Katholik getauft. Nach dem österreichisch-ungarischen Ausgleich von 1867 magyarisierte Jakab 1882 seinen slawischen Nachnamen Pollák in das ungarisch klingende Pólya. Sein Vater hatte ein eigenes Anwaltsbüro, mit dem er aber scheiterte, war Angestellter einer Versicherung und strebte dann eine akademische Karriere an (er war an Ökonomie und Statistik interessiert); es gelang ihm, Privatdozent zu werden, bevor er 1897 starb.
Pólya hatte zwei Brüder, Jenő Pólya (* 1876), der sich auch sehr für Mathematik interessierte, aber Medizin studierte und Chirurg wurde, und László (* 1891), der im Ersten Weltkrieg fiel und in der Familie als begabtestes Kind galt, sowie zwei Schwestern, Ilona (* 1877) und Flóra (* 1879). Die Schwestern arbeiteten bei einer Versicherung, um die Familie zu unterstützen.

## Leben
Auf dem Dániel Berzsenyi Gymnasium lernte Pólya Latein, Griechisch und Deutsch. 1905 begann er ein Jurastudium in Budapest, finanziell unterstützt durch seinen Bruder Jenő. Er brach das Jurastudium jedoch schon nach einem Semester ab, um danach Sprachen und Literatur zu studieren, was schon an der Schule neben Biologie seine Lieblingsfächer waren. Nach seinem Abschluss, der es ihm erlaubte, an ungarischen Gymnasien Latein und Ungarisch zu unterrichten, wandte er sich der Philosophie und bald darauf der Physik, unter anderem bei Loránd Eötvös, sowie der Mathematik zu, wobei Leopold Fejér einer seiner Lehrer war. Es folgten Studienaufenthalte in Wien (1910/11), wo er bei Wilhelm Wirtinger und Franz Mertens hörte und auch Physikvorlesungen besuchte, und Göttingen (1912/13), damals ein Zentrum der Mathematik mit vielen berühmten Mathematikern. Er wurde in Budapest in Mathematik mit einer Dissertation in geometrischer Wahrscheinlichkeitstheorie bei Leopold Fejér promoviert. 1913 musste er Göttingen verlassen, da er auf einer Zugfahrt in Streit mit einem Studenten geraten war, dessen Vater ein einflussreicher Geheimrat an der Universität war. Anfang 1914 war er zu einem kurzen Besuch in Paris, unter anderem bei Émile Picard und Jacques Hadamard. Auf Vermittlung Adolf Hurwitz’, der auf Pólya einen tiefen Einfluss ausübte, wurde er 1914 Privatdozent an der ETH Zürich, wo er 1920 Titularprofessor und ab 1928 ordentlicher Professor für höhere Mathematik war. Im Ersten Weltkrieg wurde er zunächst wegen einer Verletzung, die er sich als Student bei einem Fußballspiel zugezogen hatte, nicht eingezogen. Später weigerte er sich, einem Einberufungsbefehl in Ungarn Folge zu leisten, weshalb er sein Heimatland auch nach dem Ersten Weltkrieg lange nicht betreten konnte und es erst 1967 wieder besuchte.
1918 heiratete er die Schweizerin Stella Vera Weber, Tochter eines Physikprofessors an der Universität Neuchâtel. 1924 war er mit einem Rockefeller-Stipendium in Oxford und Cambridge bei Godfrey Harold Hardy und John Edensor Littlewood, wobei ihr Buch über Ungleichungen entstand. 1933 war er mit einem weiteren Rockefeller-Stipendium in Princeton und in Stanford (auf Einladung von Hans Blichfeldt). 1940 übersiedelte er in die USA, wo er zwei Jahre an der Brown University war, kurz am Smith College lehrte und ab 1942 an der Stanford University in Palo Alto lehrte. 1953 ging er offiziell in den Ruhestand, blieb aber weiter aktiv und gab noch 1978 einen Kurs in Kombinatorik.

## Werk
Seine Schwerpunkte waren Wahrscheinlichkeitstheorie und Analysis (Reihen, komplexe Analysis, harmonische Analysis, Potentialtheorie, Randwertprobleme partieller Differentialgleichungen), aber auch Geometrie, Zahlentheorie, mathematische Physik und Kombinatorik. Sein Buch mathematischer Probleme mit Gábor Szegő Aufgaben und Lehrsätze aus der Analysis, zuerst erschienen bei Springer 1925, gilt als Klassiker und begründete seinen Ruf. Die Probleme werden dort statt nach Themen nach Lösungsmethoden gegliedert. Da er relativ spät zur Mathematik kam, interessierte ihn nach eigenen Worten vor allem die Frage, wie mathematische Resultate und Lehrsätze entdeckt werden. In der zweiten Hälfte seines Schaffens konzentrierte er sich insbesondere auf die Vermittlung und Charakterisierung von Problemlösestrategien. Dazu veröffentlichte Pólya eine Reihe von Werken, die mittlerweile zur mathematischen Standardliteratur gehören. Bekannt ist hier vor allem seine Reihe Vom Lösen mathematischer Probleme (How to solve it), das zuerst 1945 bei Princeton University Press erschien, in 17 Sprachen übersetzt wurde (das Manuskript war ursprünglich in Deutsch) und sich über eine Million Mal verkaufte. Anwendung in der Chemie fand seine Abzähltheorie von Bäumen von 1937 (Abzählsatz von Pólya).
Er prägte 1920 den Begriff Zentraler Grenzwertsatz. 1921 bewies er den berühmten Satz von Pólya über Irrfahrten, wonach ein Punkt A in einem D-dimensionalen ganzzahligen Gitter {\displaystyle \mathbb {Z} ^{D}} von einer vom Ursprung ausgehenden Irrfahrt nur für D=1 und D=2 mit Wahrscheinlichkeit 1 erreicht wird, in höheren Dimensionen nur mit Wahrscheinlichkeit kleiner 1. 1918 charakterisierte er im Satz von Pólya charakteristische Funktionen (Fouriertransformierte von Wahrscheinlichkeitsmaßen) in der Wahrscheinlichkeitstheorie, und 1923 zeigte er, dass sie Wahrscheinlichkeitsmaße eindeutig festlegen.
1924 behandelte er unabhängig von Paul Niggli den zweidimensionalen Fall kristallographischer Raumgruppen.
Zur Zeit der Heirat und Einbürgerung in der Schweiz (1918/9) verfasste Pólya mehrere Aufsätze zu den Sitzzuteilungsverfahren, die in den schweizerischen Kantonen bei Proportionalwahlen Anwendung fanden. Er verallgemeinerte die Optimalitätseigenschaft, die das Hare/Niemeyer-Verfahren charakterisiert, und berechnete für Systeme mit drei Parteien die Sitzverzerrungen, die mit dem D’Hondt-Verfahren einhergehen.

## Ehrungen und Mitgliedschaften
Ein Ehrenstipendium der Mathematical Association of America (MAA) ist nach ihm benannt (Pólya Lecturer). 1950 war er Invited Speaker auf dem Internationalen Mathematikerkongress (ICM) in Cambridge (Massachusetts) (On plausible reasoning).
Die ETH Zürich verlieh ihm 1947 ein Ehrendoktorat. 1974 wurde Pólya in die American Academy of Arts and Sciences gewählt, 1976 in die National Academy of Sciences. Er war korrespondierendes Mitglied der Académie des Sciences, Ehrenmitglied der London Mathematical Society und der Ungarischen Akademie der Wissenschaften.
2002 wurde der Asteroid (29646) Polya nach ihm benannt.

## Werke (Auswahl)
- Kombinatorische Anzahlbestimmungen für Gruppen, Graphen und chemische Verbindungen. In: Acta Mathematica, Band 68 (1937), S. 145–254. (Engl.: mit R. C. Read: Combinatorial enumeration of groups, graphs, and chemical compounds, Springer Verlag 1987).
- Aufgaben und Lehrsätze aus der Analysis. („Problems and theorems in analysis“). Springer, Berlin 1975 (zusammen mit Gábor Szegő).

1. Reihen. 1975, ISBN 3-540-04874-X.
2. Funktionentheorie, Nullstellen, Polynome, Determinanten, Zahlentheorie. 1975, ISBN 3-540-05456-1.

- Mathematik und plausibles Schliessen. Birkhäuser, Basel 1988,

1. Induktion und Analogie in der Mathematik. 3. Auflage. ISBN 3-7643-1986-0 (Wissenschaft und Kultur; 14).
2. Typen und Strukturen plausibler Folgerung. 2. Auflage. ISBN 3-7643-0715-3 (Wissenschaft und Kultur; 15).

- – Englische Ausgabe: Mathematics and Plausible Reasoning. Princeton University Press 1954, 2 Bände (Band 1: Induction and Analogy in Mathematics, Band 2: Patterns of Plausible Inference)
- Schule des Denkens. Vom Lösen mathematischer Probleme („How to solve it“). 4. Aufl. Francke Verlag, Tübingen 1995, ISBN 3-7720-0608-6 (Sammlung Dalp).
- – Englische Ausgabe: How to solve it. Princeton University Press 2004 (mit Vorwort von John Horton Conway, erweiterte Ausgabe)
- Vom Lösen mathematischer Aufgaben. 2. Auflage. Birkhäuser, Basel 1983, ISBN 3-7643-0298-4 (Wissenschaft und Kultur; 21).
- – Englische Ausgabe: Mathematical Discovery: On Understanding, Learning and Teaching Problem Solving. 2 Bände, Wiley 1962 (Ausgabe in einem Band 1981)
- Collected Papers, 4 Bände, MIT Press 1974 (Herausgeber Ralph P. Boas). Band 1: Singularities of Analytic Functions, Band 2: Location of Zeros, Band 3: Analysis, Band 4: Probability, Combinatorics
- mit Godfrey Harold Hardy: John Edensor Littlewood Inequalities, Cambridge University Press 1934
- Mathematical methods in Science, School Mathematics Study Group 1963, MAA, Washington D. C. 1977 (Herausgeber Leon Bowden)
- mit Gordon Latta: Complex Variables. Wiley 1974
- mit Robert E. Tarjan, Donald R. Woods: Notes on introductory combinatorics, Birkhäuser 1983
- mit Jeremy Kilpatrick: The Stanford mathematics problem book: with hints and solutions. New York: Teachers College Press 1974
- mit anderen: Applied combinatorical mathematics. Wiley 1964 (Herausgeber Edwin F. Beckenbach)
- Isoperimetric inequalities in mathematical physics, Princeton, Annals of Mathematical Studies 27, 1951
- Über eine Aufgabe betreffend die Irrfahrt im Straßennetz, Mathematische Annalen, Band 84, 1921, S. 149–160, SUB Göttingen